# Oligoneurus crassicornis
Oligoneurus crassicornis är en stekelart som beskrevs av He 2000. Oligoneurus crassicornis ingår i släktet Oligoneurus och familjen bracksteklar. Inga underarter finns listade i Catalogue of Life.